# Sud Aviation
Sud-Aviation was een Franse vliegtuigfabrikant, gevestigd in Toulouse, die in 1957 ontstond door de samenvoeging van twee staatsbedrijven SNCASE (Sociéte nationale des constructions aéronautiques du sud-est) en SNCASO (Sociéte nationale des constructions aéronautiques du sud-Ouest), die op hun beurt waren ontstaan door de nationalisatie van vliegtuigbouwers vlak voor de Tweede Wereldoorlog. Sud-Aviation werd vooral bekend door de Caravelle en de Concorde. Op 10 juli 1970 fuseerde Sud-Aviation met Nord-Aviation tot Aerospatiale.

## Producten

### Vliegtuigen

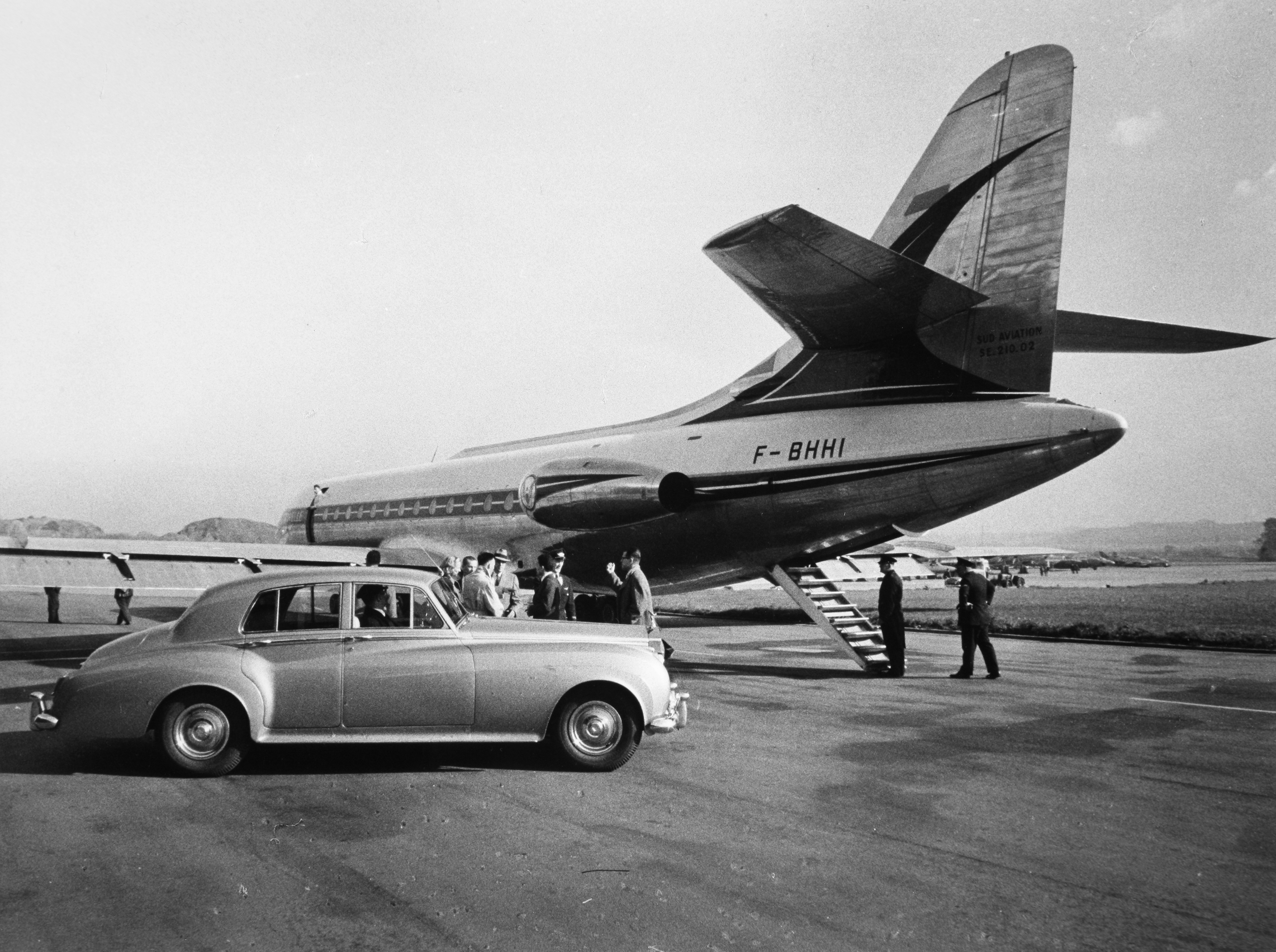
Het tweede prototype van de Caravelle wordt geïnspecteerd door Charles de Gaulle in 1959.

- SNCASE SE.116 Voltigeur, militair verkenningsvlieguig, 1958, project is geannuleerd.
- Caravelle, verkeersvliegtuig, kwam in 1958 in dienst. Sommige verlengde versies stonden bekend als Super Caravelle.
- Super Caravelle, een supersonische variant van de Caravelle voor vluchten tussen Europa en Afrika. In de ontwikkelfase opgevolgd door de Concorde.
- Concorde, supersonisch verkeersvliegtuig, ontwikkeld en geproduceerd samen met het Britse bedrijf BAC.

### Helikopters

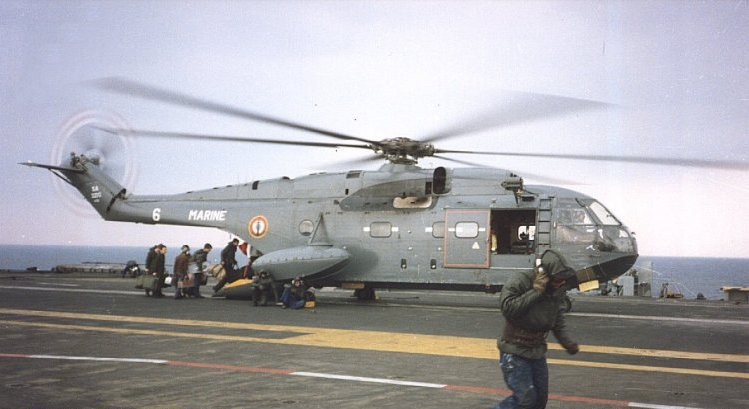
Een helikopter Super Frelon, de grootste door Sud-Aviation geproduceerd, 1985.

- Alouette II, lichte helikopter, 1955
- Alouette III, lichte helikopter, 1959
- Super Frelon, helikopter, 1967
- Puma, transporthelikopter, 1969

### Sondeerraketten

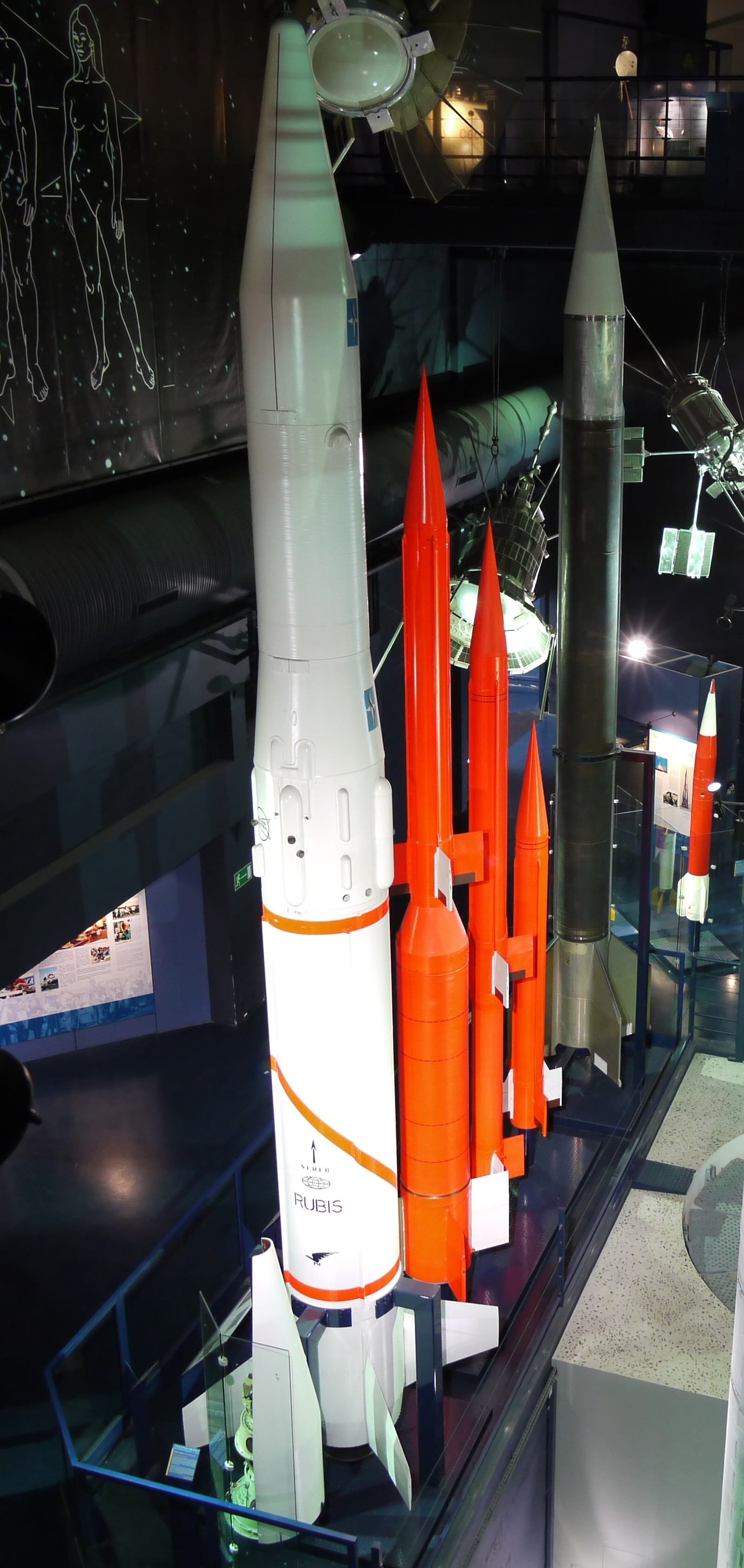
Sondeerraketten Bélier, Centaure, Dragon en Veronique in het musée de l'Air et de l'Espace.

Begin jaren 1960 ontwikkelde de vestiging Cannes van Sud-Aviation de eerste generatie sondeerraketen. Deze raketten werden gebruikt voor lucht- en ruimteonderzoek.
- Bélier (1961-1970, 16 stuks)
- Centaure (1961-1974, 99 stuks)
- Dragon (1962-1972, 30 stuks)
- Bélier III (1968-1969, 3 stuks)
- Dragon III (1968-1973, 7 stuks)
- Dauphin (1967-1979, 6 stuks)
- Éridan (1969-1979, 15 stuks)

## Afbeeldingen

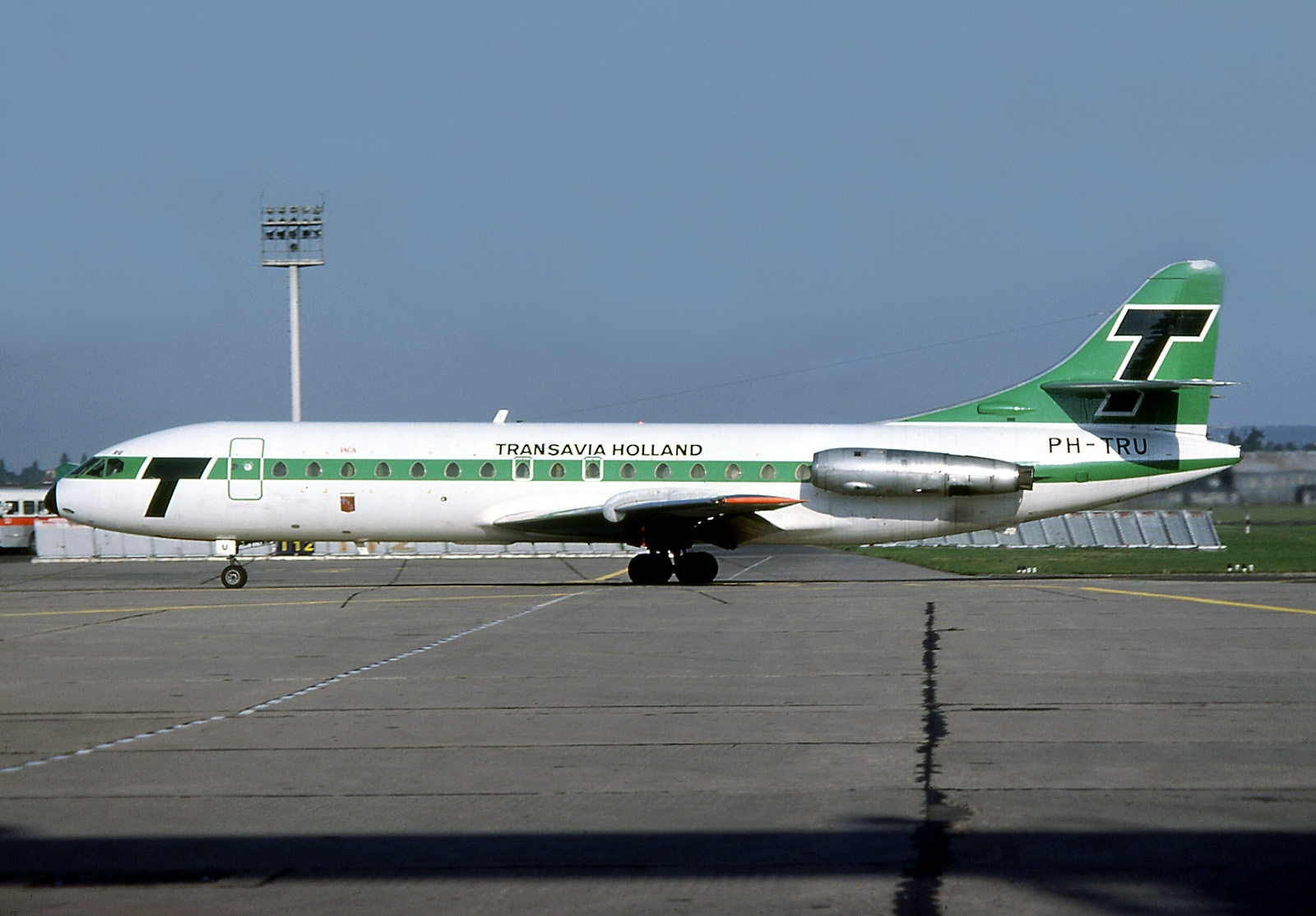
Caravelle van Transavia, 1975
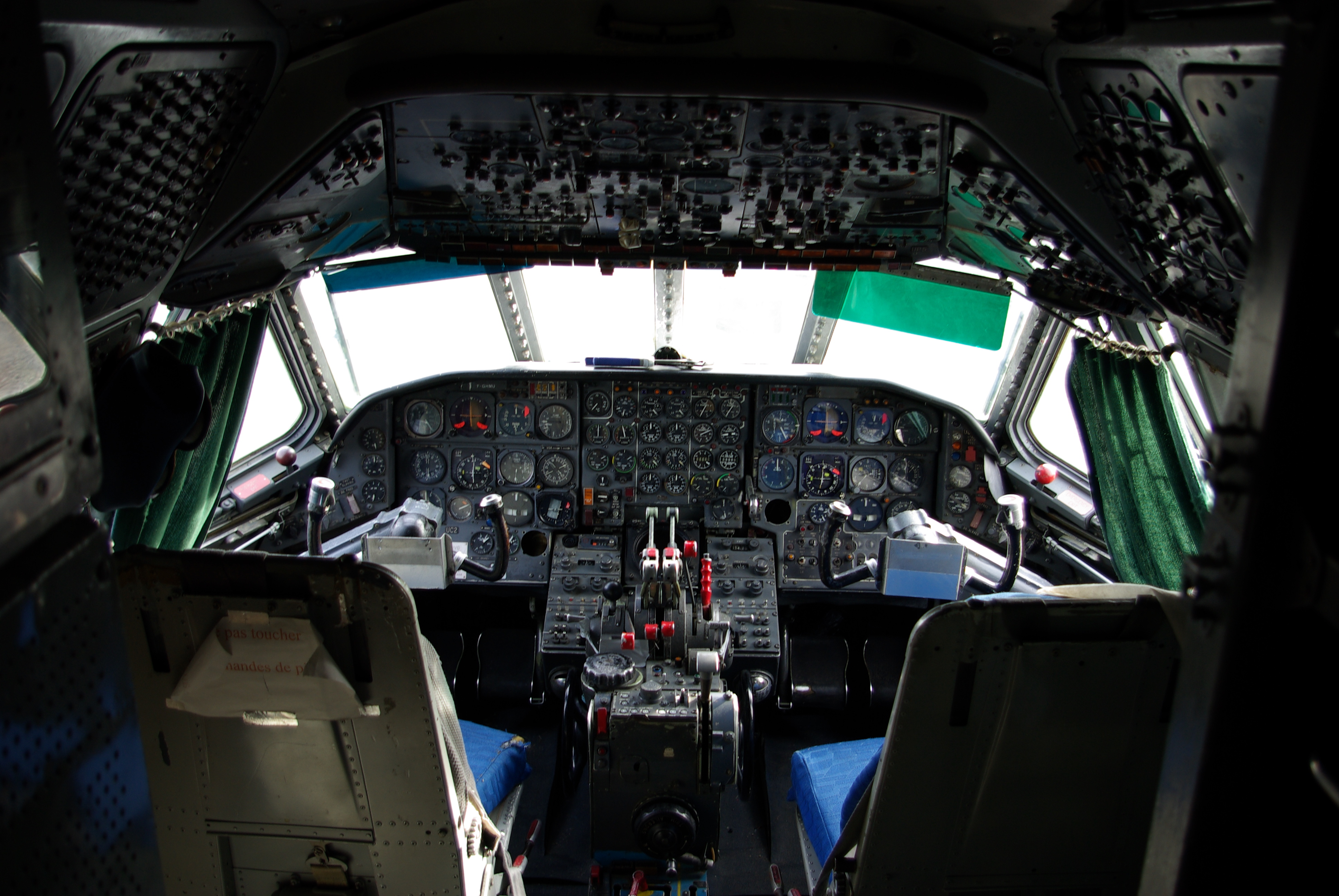
Caravelle, cockpit
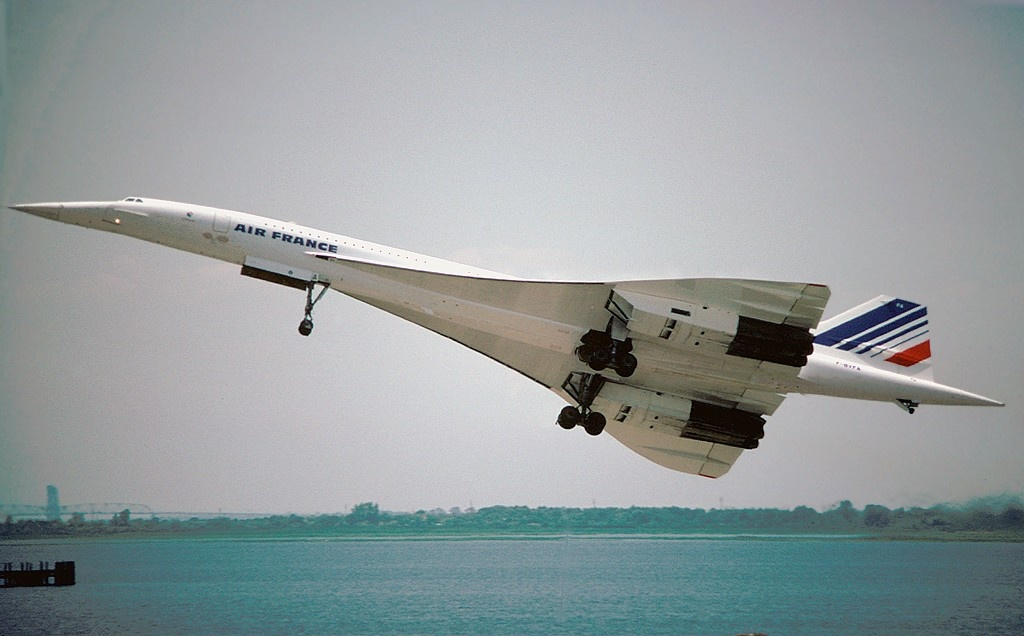
Concorde bij vertrek uit New York
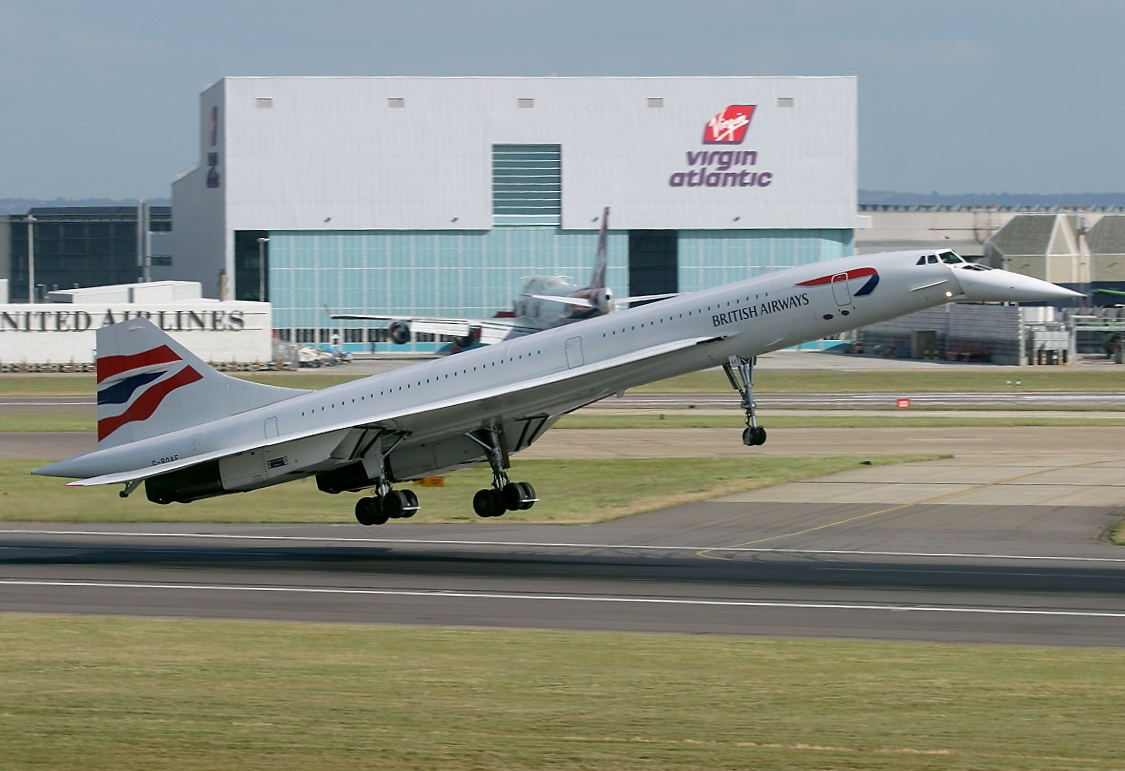
Concorde bij landing op Heathrow
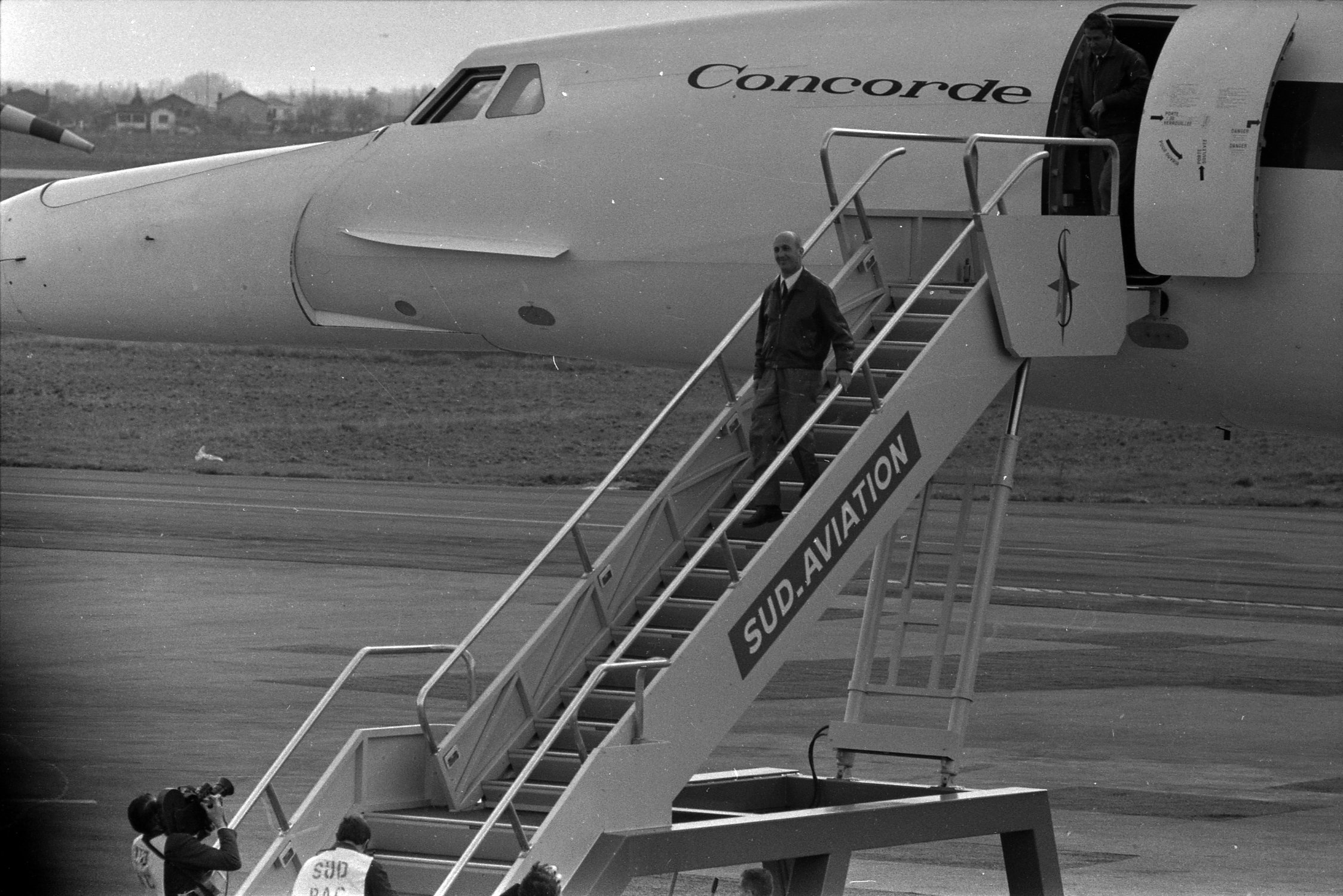
De Concorde na de eerste vlucht op 2 maart 1969 op de luchthaven Toulouse-Blaignac.